# Eliodoro Farronato
Eliodoro Farronato (Romano d'Ezzelino, 18 maggio 1912 – Mongyang, 11 dicembre 1955) è stato un presbitero e missionario italiano che operò in Birmania per vent'anni e morì ucciso da un gruppo di soldati nazionalisti cinesi sbandati.

## Vita
Nacque a Romano d'Ezzelino, in diocesi di Padova. Studiò presso il ginnasio di Thiene, dopo, seguendo l'esempio del fratello maggiore Antonio, volle diventare prete missionario e andò a studiare a Monza presso il seminario del Pontificio Istituto Missioni Estere. Ricevette l'ordinazione sacerdotale a Milano il 22 settembre 1934. Volendo andare a continuare l'opera del fratello, che era morto di malaria in Birmania, venne inviato nella sua stessa missione a Mong Yong. Dopo un breve periodo dedicato a imparare la lingua Shan, iniziò la sua attività missionaria, dedicandosi, oltre che all'attività pastorale, anche alla costruzione di opere come scuole, chiese, asili, ospedali. Dopo operò nella diocesi di Kengtung, a Mong-tsat.
Nel 1940, allo scoppio della seconda guerra mondiale, le autorità militari inglesi internarono tutti i missionari italiani presenti in Birmania, prima in zone di internamento in Birmania, poi dopo l'avanzata dei giapponesi, in campi in India. Con essi padre Farronato, che non si scoraggiò e approfittò dell'ozio forzato per studiare e organizzare attività formative per i confratelli. Nel 1944 venne liberato, ma non potendo rientrare subito in Birmania, ancora occupata dai giapponesi, svolse attività missionaria in India fino al 1946, quando poté fare ritorno a Mong-tsat, dove dopo le distruzioni della guerra dovette ricominciare tutto daccapo.
In quello stesso periodo il vescovo Ferdinando Guercilena gli diede l'incarico di preparare la traduzione di una serie di testi catechistici e di preghiere nelle lingue locali che ancora non avevano neppure un alfabeto. Farronato divenne il "miglior linguista della missione" cosicché, con il suo aiuto, vennero pubblicati i primi libri di preghiere, catechismi, traduzioni della Bibbia in lahu (1954), akha (1955), shan, poi tradusse il catechismo cattolico anche nella lingua "colta" birmana, il khun. Terminato questo lavoro si apprestò a rientrare nella sua missione a Mong Yong, ma quando era giunto già in vista del suo villaggio, l'11 dicembre 1955, fu catturato da un gruppo di soldati irregolari nazionalisti cinesi e ucciso. Venne sepolto a Mong Yong in una tomba posta accanto a quella del fratello, Antonio Farronato.